# Dagmar Armborst
Dagmar Armborst (* 16. Mai 1962) ist eine ehemalige deutsche Fußballspielerin.

## Karriere
Armborst gehörte dem im Jahr 1969 im Erkelenzer Stadtteil Lövenich gegründeten Spiel- und Turnverein Lövenich während der Zugehörigkeit zur seinerzeit zweitklassigen und ersten verbandsübergreifende Liga im deutschen Frauenfußball, der Regionalliga West, unter Trainer Toni Zündorf an.
Mit der Mannschaft gelang mit dem 2:1-Sieg über die SSG 09 Bergisch Gladbach am 13. Mai 1986 im Finale um den Mittelrheinpokal nicht nur der Gewinn dieser Trophäe, sondern auch die Qualifikations-Premiere zur Teilnahme am Wettbewerb um den DFB-Pokal.
Nachdem sich ihre Mannschaft zum Auftakt im Achtelfinale sowie im Viertel- und Halbfinale durchzusetzen wusste, erreichte sie das Finale. Im Vorspiel zum Männerfinale war sie mit ihrer Mannschaft am 20. Juni 1987 im Olympiastadion Berlin vor 30.000 Zuschauern dem TSV Siegen mit 2:5 unterlegen; immerhin war sie neben Dorothea Schotten die zweite Spielerin, der in diesem Finale ein Tor (zum 2:4 in der 67. Minute) gelang.
Am Saisonende 1991/92 als regionaler Meister aus dieser Spielklasse und anschließend auch als Sieger der Gruppe Nord der Aufstiegsrunde hervorgegangen, stieg sie mit ihrer Mannschaft das erste Mal in die höchste Spielklasse, auf. In der Gruppe Nord der seinerzeit zweigleisigen Bundesliga kam sie in 14 von 18 Saisonspielen zum Einsatz. Ihr Debüt erfolgte mit Saisonstart am 16. August 1992 bei der 0:3-Niederlage im Heimspiel gegen den TSV Fortuna Sachsenross aus Hannover. Ihren einzigen Sieg (von zweien ihrer Mannschaft) erlebte sie am 18. April 1993 (14. Spieltag) beim 3:0-Sieg im Heimspiel gegen den Mitaufsteiger TV Jahn Delmenhorst. Als Vorletzter des Klassements kehrte ihre Mannschaft in die Regionalliga West zurück. Sie war eine von fünf Spielerinnen, die bereits im DFB-Pokalfinale gemeinsam spielten.
Am Saisonende 1996/97 erfolgte der Abstieg in die Verbandsliga Mittelrhein.

## Erfolge
- Meister Regionalliga West 1992 und Aufstieg in die Bundesliga, Gruppe Nord
- DFB-Pokal-Finalist 1987
- Mittelrheinpokal-Sieger 1986